# Myoporum laetum
Myoporum laetum — вид рослин родини ранникові (Scrophulariaceae).

## Опис
Швидко зростаючий вічнозелений чагарник або невелике дерево. Виростає до висоти 10 метрів, і несе білі квіти з фіолетовими плямами з середини весни до середини літа. Листя містять невеликі залози, які з'являються у вигляді невеликих жовтих або білих плям, що робить лист досить відмінним від інших чагарників. Квітки двостатеві, віночок 5-пелюсковий 1,5-2 см в діаметрі. Плоди яскраво-червоні кістянки 6-9 мм завдовжки.

## Поширення
Нова Зеландія — Острови Чатем, Північний острів, Південний острів. Натуралізований в деяких інших країнах. Також культивується.